# Mikael Uhre
Mikael Uhre (født 30. september 1994 i Skovlund) er en dansk fodboldspiller, der spiller for Philadelphia Union i den amerikanske Major League Soccer. Uhre blev i 2014 lånt ud til Skive IK fra SønderjyskE. Efter en sæson i Skive besluttede SønderjyskE at sælge Uhre til Skive. Efter et rigtig godt år i Skive besluttede SønderjyskE at hente ham tilbage. Uhre fik en rigtig god start med to scoringer i Europa League for SønderjyskE. Mikael Uhre har i sin Brøndbytid gået under tilnavnet "Uhret".

## Karriere

### SønderjyskE (2013-2015)
Uhre kom fra SønderjyskE's U/19-hold.
Han er en af SønderjyskEs egne talenter og fik sin debut for førsteholdet i en 5-0-sejr over Silkeborg IF den 28. marts 2013, da han blev skiftet ind i det 88. minut i stedet for Nicolaj Madsen. Han scorede sit første mål for SønderjyskE den 28. marts 2014, da han i det 87. minut scorede til 1-2 i 2-2-kampen ude mod Odense Boldklub.

#### FC Midtjylland U13
Som u13 spiller var han en kort periode på et år, repræsenteret af FC Midtjylland gennem sammenarbejdsklubben Grindsted GIF. Han blev efter en evaluering, fundet for let grundet manglende hurtighed. Dette hentede han senere i sin udvikling.

#### Skive IK (leje)
Den 19. august 2014 blev det offentliggjort, at Uhre skiftede til Skive IK på en halvårig lejeaftale for resten af efterårssæsonen.
Efter lejeaftalens udløb vendte han tilbage til SønderjyskE.

### Skive IK
Uhre skrev den 16. juli 2015 under på en etårig aftale med Skive IK, som han spillede for i efteråret 2014.

### SønderjyskE (2016-2018)
Det blev offentliggjort den 5. juni 2016, at Uhre havde skrevet under på en treårig aftale med SønderjyskE, som han også spillede for i perioden 2013 til 2015. Han spillede sin første officielle Superligaklub efter tilbagekomsten den 17. juli, da han blev skiftet ind i det 59. minut i stedet for Troels Kløve i 1-2-nederlaget hjemme i 1. spillerundt til AGF.

### Brøndby IF (2018-)
Den 18. januar 2018 blev det offentliggjort, at Uhre skifter til Brøndby IF i sommeren 2018. Han tiltræder på en 4½- årig kontrakt. Den 16. juli debuterede Uhre for Brøndbys førstehold i første spillerunde af Superligaen 2018-19 i en udekamp mod Randers FC, hvor han var i startopstillingen, kampen endte med en 2–0 udesejr for Brøndby.
Den 29. juli scorede Uhre sit første mål for Brøndby da han kom ind i stedet for Ante Erceg i det 67. minut og sikrede dermed en 2–1 udebanesejr over Hobro IK.
Han sluttede sæsonen 2018-19 med 6 mål i 28 ligakampe. I store dele af sæsonen blev Uhre for det meste brugt som erstatning for de andre angribere Kamil Wilczek og Simon Hedlund.
Den 21. juni 2020 scorede han den afgørende 1-1 udligning efter en dårlig returbold for at sikre uafgjort mod FCK i det 89. minut. Det var hans første mål i 11 måneder og kom efter at han kom ind som erstatning for Sigurd Rosted i det 84. minut. Han startede inde de følgende kampe for Brøndbys, efter at Hedlund og Samuel Mráz var blevet testet positive for COVID-19.
Den 9. juli ydede Uhre en assist og scorede et hattrick i klubbens 4–0 sejr over FC Nordsjælland. Derefter blev han en etableret starter for Brøndby.

### 2020–21: Topscorer og mesterskab
Den anden kampdag i sæsonen 2020–21, den 20. september 2020, scorede Uhre det afgørende mål dybt inde i tillægstiden i et derby mod FCK, da Brøndby vandt 2–1. Han lagde også op til 1-1 målet Jesper Lindstrøm scorede på, efter at den tidligere Brøndby-spiller Kamil Wilczek havde scoret for FCK. Hans stærke form fortsatte gennem efteråret, og han toppede listen over spillere i Superligaen med flest mål og assists kombineret i slutningen af november. Han blev kåret til månedens spiller i december 2020 af Brøndbys fans, efter at have scoret tre mål i fire optrædener i løbet af måneden.
Den 14. marts 2021 scorede Uhre et perfekt hattrick i første halveg af Superliga-kampen mod OB - alle assists kom fra Jesper Lindstrøm - der forseglede 0–3 sejren til Brøndby og førstepladsen i ligatabellen inden Mesterskabsspillet.
Hans præstationer førte til, at han blev udnævnt til månedens Superliga-spiller for marts. Da Brøndby kvalificerede sig til mesterskabsrunden, fortsatte Uhres målscoring med mål mod FCK, FC Nordsjælland, Randers, FC Midtjylland og to mål mod AGF den 20. maj, hvilket førte klubben til en første plads i ligatabellen med en kamp tilbage. Tidligere den dag blev han kåret til Forårets Profil af Tipsbladet-spiller af Superliga-ledere. Den 24. maj, da Brøndby vandt deres første ligatitel i 16 år efter en 2–0-sejr over FC Nordsjælland. 
I 2020/2021 sæsonen blev Uhre topscorer med imponerende 19 mål.

## Landsholdskarriere
Den 27. marts 2017 fik Uhre sin eneste kamp for det danske U21-landshold i et 0–4-nederlag til England i Randers. 
Uhre blev for første gang udtaget til det danske A-landshold i november 2021 til 2022 FIFA World Cup-kvalifikationskampen mod Skotland.
Uhre fik sin debut for det danske landshold mod Skotland han blev skiftet ind i det 72. minut da Danmark tabte 2-0 på Hampden Park.

## Titler
Superligaen 2020-21 med Brøndby IF.